# Rama samoana del Partido Nacionalsocialista Obrero Alemán

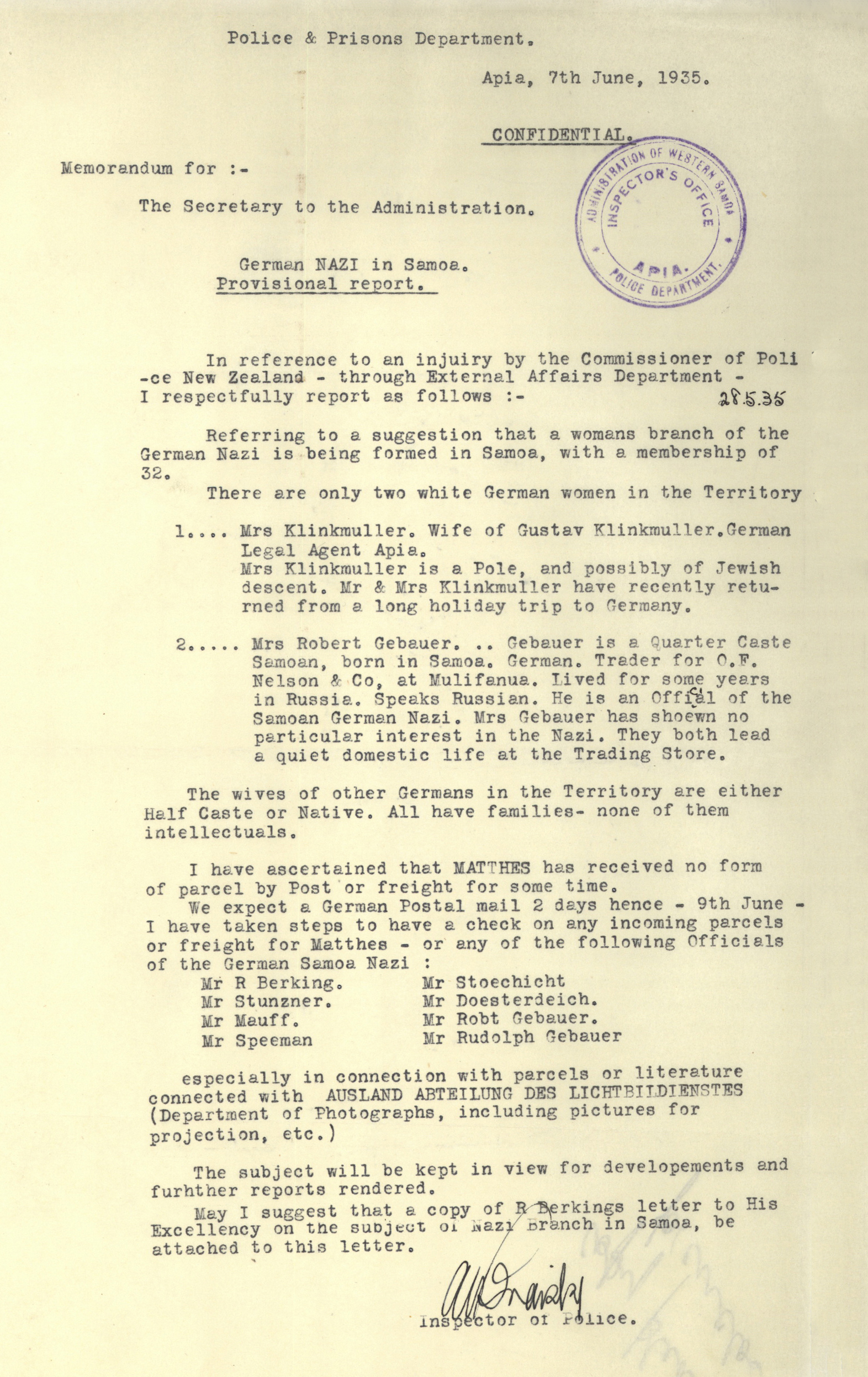
Un informe de la policía de Samoa Occidental de 1935 sobre la posibilidad de que mujeres alemanas blancas fueran miembros del partido. También enumera a ocho funcionarios del partido, además de Matthes, cuyo puesto fue objeto de interceptación e inspección.

Una rama del Partido Nacionalsocialista Obrero Alemán (comúnmente conocido como Partido Nazi) operó en el territorio de Samoa británica, un mandato de la Sociedad de las Naciones administrado por Nueva Zelanda, desde 1934 hasta 1939. Fue fundada por el colono alemán Alfred Matthes luego de una visita del crucero Karlsruhe de la Reichsmarine al territorio, lo que provocó un aumento del nacionalismo alemán entre los alemanes de Samoa británica, que se habían establecido allí cuando era una colonia de Alemania. El apoyo al Partido Nazi fue más fuerte entre los colonos mestizos de ascendencia alemana en el territorio. La rama entró en conflicto con el Club Concordia, que contaba con el apoyo de los colonos alemanes blancos y apoyaba relaciones más estrechas con el Reino Unido, Suiza y los estados nórdicos.
La sucursal fue criticada por el cónsul alemán en Nueva Zelanda, Walter Hellenthal, por su mala organización y la composición racial de sus miembros. Hellenthal recomendó que el Partido Nazi tomara medidas para mejorar la organización y un representante del partido de Alemania fue enviado al territorio. Matthes respondió al desaire incrementando su actividad política, estableciendo una organización hermana entre los samoanos del territorio y preparándose para tomar el control de la administración del territorio en caso de guerra.
La policía de Nueva Zelanda vigilaba a Matthes y lo consideraba un tonto inofensivo. Cuando la predicción de Matthes de que Alemania anexaría el territorio no se cumplió, el apoyo a la rama disminuyó. Después de que las acciones de Matthes avergonzaron al nuevo cónsul, Ernest Ramm, durante una visita al territorio en diciembre de 1938, Ramm recomendó que se cerrara la rama. Se disolvió en abril de 1939, poco antes del estallido de la Segunda Guerra Mundial.

## Fundación

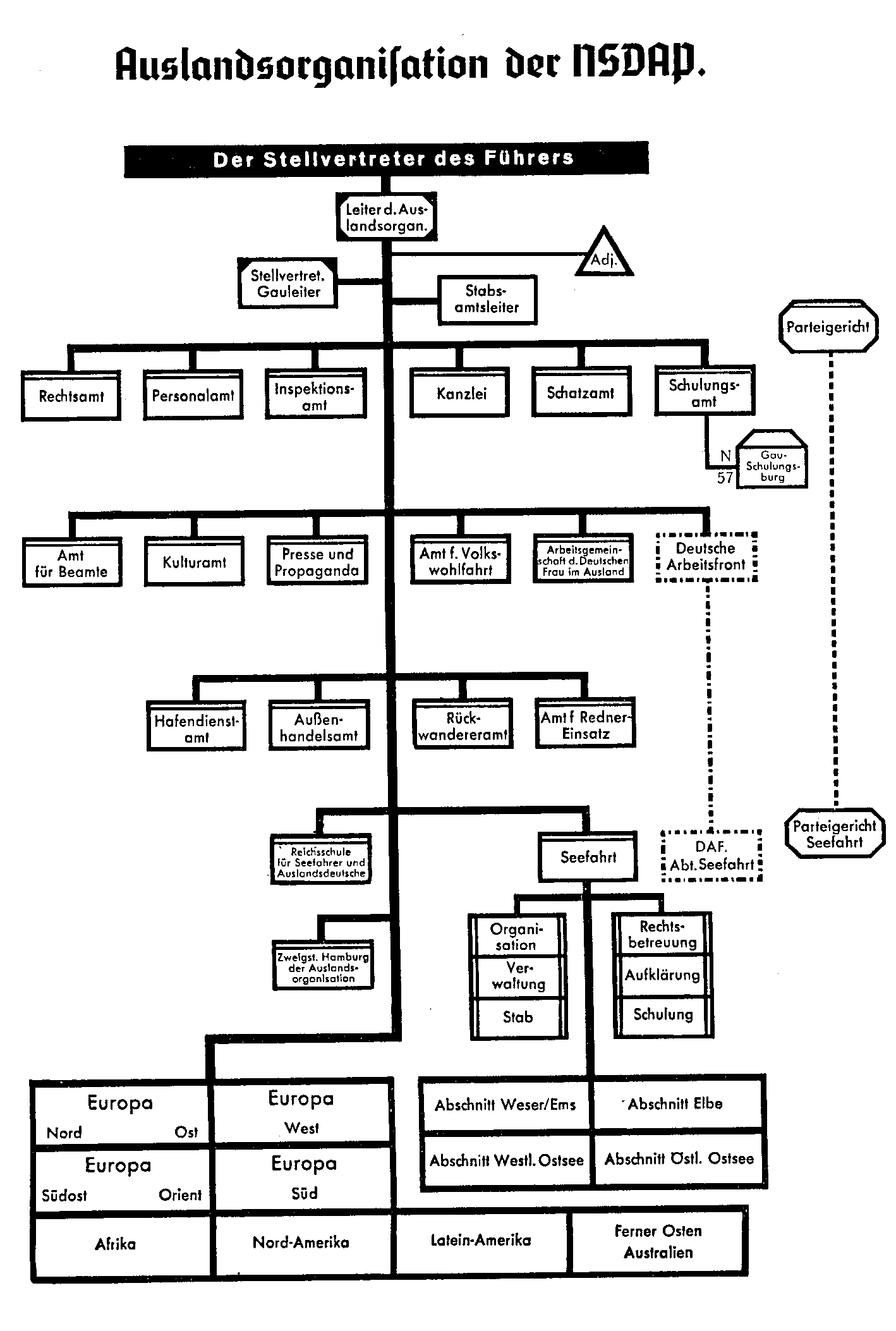
Samoa estaba bajo la rama Ferner Osten Australien («Lejano Oriente y Australia») de la Ausland-Organisation, que se muestra en la parte inferior derecha de este organigrama de 1937.

Lo que hoy es Samoa se convirtió en una colonia alemana en el siglo XIX. Al comienzo de la Primera Guerra Mundial fue ocupada por Nueva Zelanda, desde el 29 de agosto de 1914. Después de la guerra permaneció bajo control de Nueva Zelanda como el territorio de Samoa británica, bajo un mandato de la Sociedad de las Naciones.
Las islas conservaron la presencia de colonos alemanes, incluido Alfred Matthes, que había emigrado antes de la Primera Guerra Mundial y se había casado con una mujer tongana. El Partido Nacionalsocialista Obrero Alemán (comúnmente conocido como Partido Nazi) de Adolf Hitler llegó al poder en Alemania en 1933. Matthes solicitó permiso para establecer una rama del partido en Samoa y recibió autorización el 15 de enero de 1934. En febrero, el crucero alemán Karlsruhe visitó el territorio. La visita brindó a los residentes de origen alemán la oportunidad de bautizar a sus hijos y registrar su ciudadanía y condujo a un aumento del nacionalismo alemán en Samoa.
La sección del partido tenía su sede en la capital territorial, Apia. El apoyo se hizo a través de material literario y de propaganda enviado por la sección Ausland-Organisation (organizaciones extranjeras) del Partido Nazi en Hamburgo. La rama samoana envió documentos a la sede del Partido Nazi para defender la clasificación del pueblo polinesio como miembros de la raza aria, un concepto que el partido utilizó para justificar sus políticas racistas. A las mujeres samoanas que eran esposas de colonos alemanes se les permitió unirse al partido con la condición de que fueran suficientemente arias; es posible que sean los únicos miembros negros registrados del partido nazi.

## Conflicto con el Club Concordia y el cónsul alemán
La apertura de la sección del partido dividió a los colonos de origen alemán en Samoa. Se dividieron entre los asociados al existente Club Concordia y la organización de Matthes. El Club Concordia estaba dirigido por Fritz Janke, un plantador, y apoyaba relaciones más estrechas entre el territorio y Gran Bretaña, Suiza y los estados nórdicos. Tenía 31 miembros de origen alemán, con una fuerte base de apoyo entre los colonos blancos, y 27 miembros asociados de origen extranjero. La rama del NSDAP tendía a tener mayor apoyo entre los colonos mestizos, que constituían una mayoría significativa en la isla (en 1937 había 39 colonos blancos y 497 mestizos de origen alemán). El partido contaba con 12 miembros en 1937, de los cuales 10 se afiliaron en 1935 y 2 en 1938. Tanto Matthes como Janke se habían casado con mujeres polinesias y tenían hijos mestizos.
Matthes regresó a Alemania en 1936 para asistir al congreso mundial del Partido Nazi en Hamburgo; regresó a Samoa el 20 de enero de 1937. Más tarde ese mismo año se nombró un nuevo cónsul alemán en Nueva Zelanda, Walter Hellenthal. Visitó Samoa y encontró que la rama del partido estaba mal organizada; también cuestionó la composición racial de sus miembros. Los miembros del partido pidieron a Hellenthal que aclarara la posición del partido respecto a los miembros mestizos en vistas a una futura aplicación de las racistas Leyes de Núremberg. Respondió que no había una posición fija con respecto a los samoanos alemanes y que cada caso se decidiría de forma individual. En privado, Hellenthal escribió al partido en Alemania para recomendar que sólo aquellos con menos de un cuarto de sangre polinesia fueran considerados arios.
A Hellenthal no le gustaba Matthes, tal vez por sus opiniones sobre la raza o por su origen de clase baja. Favoreció al Club Concordia con una generosa donación de libros desde Alemania y escribió a la Ausland-Organisation para recomendar que tomaran medidas para mejorar la rama samoana del partido. En respuesta, un profesor de 29 años, Paul Hessmann, fue enviado a Samoa para reformar las escuelas alemanas y realizar mejoras en la rama.

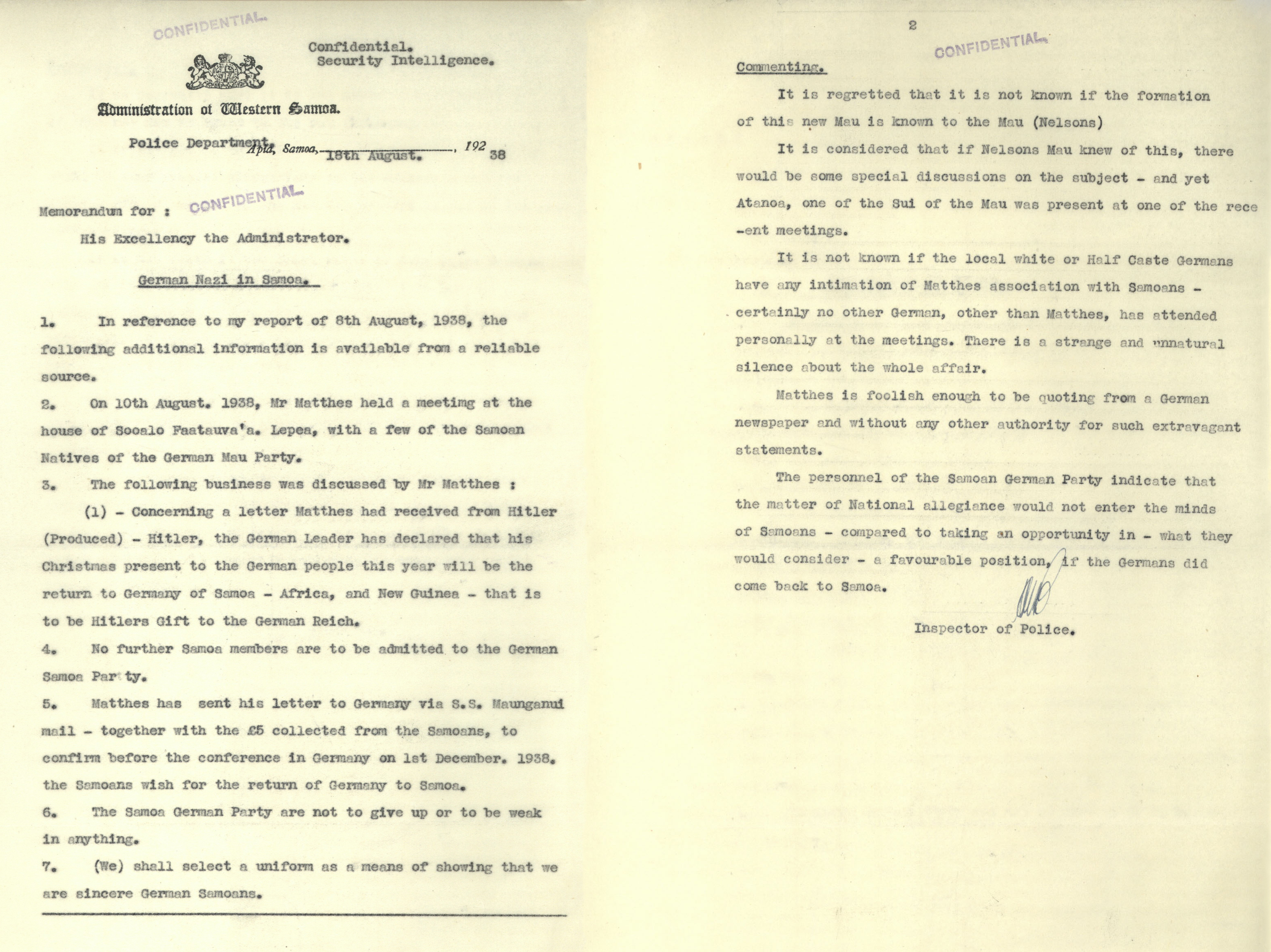
Un informe de la policía de Samoa Occidental de 1938 sobre una reunión celebrada por Matthes con la organización hermana polinesia.

Matthes respondió al desaire de Hellenthal incrementando su actividad política y tratando de convertir el sentimiento anticolonial existente en uno pro-alemán. Distribuyó propaganda, estableció una organización hermana para atender a los polinesios e hizo planes para derrocar a la administración neozelandesa de Samoa. Durante la Crisis de Múnich de septiembre de 1938, que siguió a la ocupación alemana de los Sudetes y generó temores de una guerra inminente, la organización de Matthes se preparó, en caso de guerra, para tomar el control de Samoa y realizar transmisiones de radio a través del Pacífico. Sabía que no podían esperar conservar el control de las islas, pero esperaban asegurar una victoria propagandística para Alemania. Durante este tiempo Matthes contaba con el apoyo de sólo cinco miembros de la rama del partido.
La policía de Nueva Zelanda había estado vigilando de cerca a Matthes. La rama de Asuntos Exteriores del gobierno de Nueva Zelanda consideró deportarlo, pero el administrador del territorio, Alfred Turnbull, lo desaconsejó porque pensó que Matthes estaría contento de ser visto como un mártir de la causa nazi. El inspector de policía neozelandés destinado en Samoa consideraba a Matthes un «tonto con complejo de Hitler».

## Declive y cierre
Como parte de su campaña de 1938, Matthes había presentado una carta en la que afirmaba que Hitler había prometido que Samoa sería anexada a Alemania antes de Navidad. Matthes dijo que había enviado una respuesta confirmando el deseo de sus miembros de un gobierno alemán. El apoyo al partido flaqueó cuando los buques de guerra alemanes no llegaron. Hellenthal fue reemplazado por Ernest Ramm a finales de 1938. Visitó Samoa en diciembre y se sintió avergonzado al ser recibido por Matthes y sus partidarios uniformados, haciendo el saludo nazi, ya que le había asegurado a Turnbull que su visita era de naturaleza puramente cultural. Durante la visita, la facción del Club Concordia solicitó que Ramm disolviera la organización de Matthes y él tomó medidas al regresar a Wellington.
La sucursal se disolvió en abril de 1939 en un momento en que Matthes, escaso de dinero, buscó la ayuda de Ramm para organizar su regreso a Alemania. El expresidente y el secretario de la sección del partido fueron internados en Nueva Zelanda después de la entrada de Nueva Zelanda en la Segunda Guerra Mundial en septiembre de 1939.